# Premios del Sindicato de Actores
Los Premios del Sindicato de Actores (en inglés: Screen Actors Guild Awards) son los cinematográficos anuales otorgados por el Sindicato de Actores de Cine (SAG) de Estados Unidos para reconocer las principales interpretaciones realizadas por sus miembros.
Estos Premios se han convertido en uno de los principales eventos cinematográficos del año en Hollywood. Los candidatos son nombrados por 4200 miembros elegidos al azar entre los más de 120 000 miembros con los que cuenta el sindicato (datos del año 2007). Las ceremonias de entrega han sido emitidas por la cadena de televisión por cable TNT, así como por la TBS.
La gala inaugural de los Premios del Sindicato de Actores tuvo lugar el 25 de febrero de 1995.
El Premio que se otorga lleva como nombre El actor. Se trata de una estatuilla en bronce que pesa 4.5 kilogramos y es obra del artista Joaquín Quintero.La estatuilla retrata a un hombre desnudo que sostiene dos máscaras con gestos distintos; una representa la comedia y la otra el drama, aquello supone que el actor nunca sabe que rol deberá interpretar.

## Cine
- Mejor actor.
- Mejor actriz.
- Mejor actor de reparto.
- Mejor actriz de reparto.
- Mejor reparto.
- Mejor reparto de especialistas.

## Televisión
- Mejor reparto de televisión - Drama.
- Mejor actor de televisión - Drama.
- Mejor actriz de televisión - Drama.
- Mejor reparto de televisión - Comedia.
- Mejor actor de televisión - Comedia.
- Mejor actriz de televisión - Comedia.
- Mejor actor de televisión - Miniserie o telefilme.
- Mejor actriz de televisión - Miniserie o telefilme.
- Mejor reparto de especialistas en televisión.

## Ceremonias
| 1995· 1996· 1997· 1998· 1999· 2000· 2001· 2002· 2003· 2004· 2005· 2006· 2007· 2008· 2009· 2010· 2011· 2012· 2013· 2014· 2015· 2016· 2017· 2018· 2019· 2020· 2021· 2022· 2023· 2024· 2025 |

## Récords

### Mayor número de victorias
(Mínimo de 3 victorias)
| Victorias totales | Ganador/a              | Cine         | Cine                    | Cine    | Cine    | Televisión | Televisión | Televisión       | Televisión         | Televisión            | Televisión |
| Victorias totales | Ganador/a              | Protagonista | Actor/Actriz de Reparto | Reparto | Total   | Drama      | Comedia    | Reparto de Drama | Reparto de Comedia | Miniserie / Telefilme | Total      |
| Actores           | Actores                | Actores      | Actores                 | Actores | Actores | Actores    | Actores    | Actores          | Actores            | Actores               | Actores    |
| ----------------- | ---------------------- | ------------ | ----------------------- | ------- | ------- | ---------- | ---------- | ---------------- | ------------------ | --------------------- | ---------- |
| 8                 | Alec Baldwin           |              |                         |         | 0       |            | 7          |                  | 1                  |                       | 8          |
| 6                 | Anthony Edwards        |              |                         |         | 0       | 2          |            | 4                |                    |                       | 6          |
| 5                 | Ty Burrell             |              |                         |         | 0       |            | 1          |                  | 4                  |                       | 5          |
| 5                 | Bryan Cranston         |              |                         | 1       | 1       | 2          |            | 1                |                    | 1                     | 4          |
| 5                 | James Gandolfini       |              |                         |         | 0       | 3          |            | 2                |                    |                       | 5          |
| 4                 | Jason Alexander        |              |                         |         | 0       |            | 1          |                  | 3                  |                       | 4          |
| 4                 | Steve Buscemi          |              |                         |         | 0       | 2          |            | 2                |                    |                       | 4          |
| 4                 | Jim Carter             |              |                         | 1       | 1       |            |            | 3                |                    |                       | 4          |
| 4                 | George Clooney         |              |                         |         | 0       |            |            | 4                |                    |                       | 4          |
| 4                 | Jesse Tyler Ferguson   |              |                         |         | 0       |            |            |                  | 4                  |                       | 4          |
| 4                 | Paul Giamatti          |              | 1                       | 1       | 2       |            |            |                  |                    | 2                     | 2          |
| 4                 | Nolan Gould            |              |                         |         | 0       |            |            |                  | 4                  |                       | 4          |
| 4                 | Sean Hayes             |              |                         |         | 0       |            | 3          |                  | 1                  |                       | 4          |
| 4                 | Eriq La Salle          |              |                         |         | 0       |            |            | 4                |                    |                       | 4          |
| 4                 | Ed O'Neill             |              |                         |         | 0       |            |            |                  | 4                  |                       | 4          |
| 4                 | Rico Rodriguez         |              |                         |         | 0       |            |            |                  | 4                  |                       | 4          |
| 4                 | Geoffrey Rush          | 1            |                         | 2       | 3       |            |            |                  |                    | 1                     | 1          |
| 4                 | Martin Sheen           |              |                         |         | 0       | 2          |            | 2                |                    |                       | 4          |
| 4                 | Kevin Spacey           | 1            |                         | 1       | 2       | 2          |            |                  |                    |                       | 2          |
| 4                 | Eric Stonestreet       |              |                         |         | 0       |            |            |                  | 4                  |                       | 4          |
| 4                 | Noah Wyle              |              |                         |         | 0       |            |            | 4                |                    |                       | 4          |
| 4                 | William H. Macy        |              |                         |         | 0       |            | 3          |                  |                    | 1                     | 4          |
| 3                 | Hugh Bonneville        |              |                         |         | 0       |            |            | 3                |                    |                       | 3          |
| 3                 | Steve Carell           |              |                         | 1       | 1       |            |            |                  | 2                  |                       | 2          |
| 3                 | Brendan Coyle          |              |                         |         | 0       |            |            | 3                |                    |                       | 3          |
| 3                 | Daniel Day-Lewis       | 3            |                         |         | 3       |            |            |                  |                    |                       | 0          |
| 3                 | Colin Firth            | 1            |                         | 2       | 3       |            |            |                  |                    |                       | 0          |
| 3                 | Dennis Franz           |              |                         |         | 0       | 2          |            | 1                |                    |                       | 3          |
| 3                 | Michael C. Hall        |              |                         |         | 0       | 1          |            | 2                |                    |                       | 3          |
| 3                 | Michael J. Harney      |              |                         |         | 0       |            |            |                  | 3                  |                       | 3          |
| 3                 | Rob James-Collier      |              |                         |         | 0       |            |            | 3                |                    |                       | 3          |
| 3                 | Allen Leech            |              |                         |         | 0       |            |            | 3                |                    |                       | 3          |
| 3                 | John Lithgow           |              |                         |         | 0       | 1          | 2          |                  |                    |                       | 3          |
| 3                 | Mark Moses             |              |                         |         | 0       |            |            | 1                | 2                  |                       | 3          |
| 3                 | Michael Richards       |              |                         |         | 0       |            |            |                  | 3                  |                       | 3          |
| 3                 | David Robb             |              |                         |         | 0       |            |            | 3                |                    |                       | 3          |
| 3                 | Nick Sandow            |              |                         |         | 0       |            |            |                  | 3                  |                       | 3          |
| 3                 | Jerry Seinfeld         |              |                         |         | 0       |            |            |                  | 3                  |                       | 3          |
| 3                 | Gary Sinise            |              |                         | 1       | 1       |            |            |                  |                    | 2                     | 2          |
| 3                 | John Slattery          |              |                         | 1       | 1       |            |            | 2                |                    |                       | 2          |
| 3                 | Shea Whigham           |              |                         | 1       | 1       |            |            | 2                |                    |                       | 2          |
| 3                 | Rainn Wilson           |              |                         |         | 0       |            |            | 1                | 2                  |                       | 3          |
| 3                 | Actrices               |              |                         |         |         |            |            |                  |                    |                       |            |
| 9                 | Julia Louis-Dreyfus    |              |                         |         | 0       |            | 5          |                  | 4                  |                       | 9          |
| 8                 | Julianna Margulies     |              |                         |         | 0       | 4          |            | 4                |                    |                       | 8          |
| 7                 | Allison Janney         |              | 1                       | 2       | 3       | 2          |            | 2                |                    |                       | 4          |
| 5                 | Uzo Aduba              |              |                         |         | 0       |            | 2          |                  | 3                  |                       | 5          |
| 5                 | Viola Davis            | 1            | 1                       | 1       | 3       | 2          |            |                  |                    |                       | 2          |
| 5                 | Edie Falco             |              |                         |         | 0       | 3          |            | 2                |                    |                       | 5          |
| 5                 | Tina Fey               |              |                         |         | 0       |            | 4          |                  | 1                  |                       | 5          |
| 5                 | Helen Mirren           | 1            | 1                       | 1       | 3       |            |            |                  |                    | 2                     | 5          |
| 5                 | Maggie Smith           |              |                         | 1       | 1       | 1          |            | 3                |                    |                       | 4          |
| 4                 | Julie Bowen            |              |                         |         | 0       |            |            |                  | 4                  |                       | 4          |
| 4                 | Sarah Hyland           |              |                         |         | 0       |            |            |                  | 4                  |                       | 4          |
| 4                 | Kelly Macdonald        |              |                         | 2       | 2       |            |            | 2                |                    |                       | 2          |
| 4                 | Megan Mullally         |              |                         |         | 0       |            | 3          |                  | 1                  |                       | 4          |
| 4                 | Gloria Reuben          |              |                         |         | 0       |            |            | 4                |                    |                       | 3          |
| 4                 | Sofía Vergara          |              |                         |         | 0       |            |            |                  | 4                  |                       | 4          |
| 4                 | Ariel Winter           |              |                         |         | 0       |            |            |                  | 4                  |                       | 4          |
| 3                 | Aubrey Anderson-Emmons |              |                         |         | 0       |            |            |                  | 3                  |                       | 3          |
| 3                 | Christine Baranski     |              |                         | 2       | 2       |            | 1          |                  |                    |                       | 1          |
| 3                 | Cate Blanchett         | 1            | 1                       | 1       | 3       |            |            |                  |                    |                       | 0          |
| 3                 | Danielle Brooks        |              |                         |         | 0       |            |            |                  | 3                  |                       | 3          |
| 3                 | Laura Carmichael       |              |                         |         | 0       |            |            | 3                |                    |                       | 3          |
| 3                 | Frances Conroy         |              |                         |         | 0       | 1          |            | 2                |                    |                       | 3          |
| 3                 | Jackie Cruz            |              |                         |         | 0       |            |            |                  | 3                  |                       | 3          |
| 3                 | Lea Delaria            |              |                         |         | 0       |            |            |                  | 3                  |                       | 3          |
| 3                 | Michelle Dockery       |              |                         |         | 0       |            |            | 3                |                    |                       | 3          |
| 3                 | Joanne Froggatt        |              |                         |         | 0       |            |            | 3                |                    |                       | 3          |
| 3                 | Kimiko Glenn           |              |                         |         | 0       |            |            |                  | 3                  |                       | 3          |
| 3                 | Annie Golden           |              |                         |         | 0       |            |            |                  | 3                  |                       | 3          |
| 3                 | Diane Guerrero         |              |                         |         | 0       |            |            |                  | 3                  |                       | 3          |
| 3                 | Teri Hatcher           |              |                         |         | 0       |            | 1          |                  | 2                  |                       | 3          |
| 3                 | Felicity Huffman       |              |                         |         | 0       |            | 1          |                  | 2                  |                       | 3          |
| 3                 | Laura Innes            |              |                         |         | 0       |            |            | 3                |                    |                       | 3          |
| 3                 | Vicky Jeudy            |              |                         |         | 0       |            |            |                  | 3                  |                       | 3          |
| 3                 | Queen Latifah          |              |                         | 1       | 1       |            |            |                  |                    | 2                     | 2          |
| 3                 | Selenis Leyva          |              |                         |         | 0       |            |            |                  | 3                  |                       | 3          |
| 3                 | Phyllis Logan          |              |                         |         | 0       |            |            | 3                |                    |                       | 3          |
| 3                 | Taryn Manning          |              |                         |         | 0       |            |            |                  | 3                  |                       | 3          |
| 3                 | Elizabeth McGovern     |              |                         |         | 0       |            |            | 3                |                    |                       | 3          |
| 3                 | Sophie McShera         |              |                         |         | 0       |            |            | 3                |                    |                       | 3          |
| 3                 | Adrienne C. Moore      |              |                         |         | 0       |            |            |                  | 3                  |                       | 3          |
| 3                 | Kate Mulgrew           |              |                         |         | 0       |            |            |                  | 3                  |                       | 3          |
| 3                 | Emma Myles             |              |                         |         | 0       |            |            |                  | 3                  |                       | 3          |
| 3                 | Lesley Nicol           |              |                         |         | 0       |            |            | 3                |                    |                       | 3          |
| 3                 | Sandra Oh              |              |                         | 1       | 1       | 1          |            | 1                |                    |                       | 2          |
| 3                 | Sarah Jessica Parker   |              |                         |         | 0       |            | 1          |                  | 2                  |                       | 3          |
| 3                 | Dascha Polanco         |              |                         |         | 0       |            |            |                  | 3                  |                       | 3          |
| 3                 | Elizabeth Rodriguez    |              |                         |         | 0       |            |            |                  | 3                  |                       | 3          |
| 3                 | Abigail Savage         |              |                         |         | 0       |            |            |                  | 3                  |                       | 3          |
| 3                 | Taylor Schilling       |              |                         |         | 0       |            |            |                  | 3                  |                       | 3          |
| 3                 | Constance Shulman      |              |                         |         | 0       |            |            |                  | 3                  |                       | 3          |
| 3                 | Octavia Spencer        |              | 1                       | 2       | 3       |            |            |                  |                    |                       | 0          |
| 3                 | Emma Stone             | 1            |                         | 2       | 3       |            |            |                  |                    |                       | 0          |
| 3                 | Yael Stone             |              |                         |         | 0       |            |            |                  | 3                  |                       | 3          |
| 3                 | Samira Wiley           |              |                         |         | 0       |            |            |                  | 3                  |                       | 3          |
| 3                 | Penelope Wilton        |              |                         |         | 0       |            |            | 3                |                    |                       | 3          |
| 3                 | Kate Winslet           |              | 2                       |         | 2       |            |            |                  |                    | 1                     | 1          |
| 3                 | Alfre Woodard          |              |                         |         | 0       |            |            |                  | 1                  | 2                     | 3          |
| 3                 | Renée Zellweger        | 1            | 1                       | 1       | 3       |            |            |                  |                    |                       | 0          |
| 3                 | Catherine Zeta-Jones   |              | 1                       | 2       | 3       |            |            |                  |                    |                       | 0          |

### Mayor número de nominaciones
(Mínimo de 10 nominaciones)
| Total | Nominado/a          | Cine         | Cine                    | Cine    | Cine  | Televisión | Televisión | Televisión       | Televisión         | Televisión          | Televisión |
| Total | Nominado/a          | Protagonista | Actor/Actriz de reparto | Reparto | Total | Drama      | Comedia    | Reparto de Drama | Reparto de Comedia | Miniserie/Telefilme | Total      |
| ----- | ------------------- | ------------ | ----------------------- | ------- | ----- | ---------- | ---------- | ---------------- | ------------------ | ------------------- | ---------- |
| 22    | Edie Falco          |              |                         |         | 0     | 7          | 7          | 7                | 1                  |                     | 22         |
| 21    | Julia Louis-Dreyfus |              |                         |         | 0     |            | 12         |                  | 9                  |                     | 21         |
| 20    | Alec Baldwin        |              | 1                       | 2       | 3     |            | 8          |                  | 7                  | 2                   | 17         |
| 19    | Julianna Margulies  |              |                         |         | 0     | 9          |            | 10               |                    |                     | 19         |
| 19    | David Hyde Pierce   |              |                         | 1       | 1     |            | 8          |                  | 10                 |                     | 18         |
| 18    | Kelsey Grammer      |              |                         |         | 0     |            | 8          |                  | 10                 |                     | 18         |
| 17    | Meryl Streep        | 10           | 1                       | 5       | 16    |            |            |                  |                    | 1                   | 1          |
| 16    | Steve Carell        | 1            | 1                       | 2       | 4     |            | 6          |                  | 6                  |                     | 12         |
| 16    | James Gandolfini    |              | 1                       | 1       | 2     | 7          |            | 7                |                    |                     | 14         |
| 16    | Allison Janney      |              | 1                       | 4       | 5     | 5          |            | 6                |                    |                     | 11         |
| 15    | Julie Bowen         |              |                         |         | 0     |            | 3          | 2                | 10                 |                     | 15         |
| 15    | Ty Burrell          |              |                         |         | 0     |            | 7          |                  | 8                  |                     | 15         |
| 15    | Michael C. Hall     |              |                         |         | 0     | 6          |            | 9                |                    |                     | 15         |
| 14    | Cate Blanchett      | 4            | 4                       | 6       | 14    |            |            |                  |                    |                     | 0          |
| 14    | Judi Dench          | 6            | 3                       | 4       | 13    |            |            |                  |                    | 1                   | 1          |
| 14    | Peter Dinklage      | 1            |                         | 2       | 3     | 5          |            | 6                |                    |                     | 11         |
| 14    | Tina Fey            |              |                         |         | 0     |            | 7          |                  | 7                  |                     | 14         |
| 13    | George Clooney      | 3            | 1                       | 2       | 6     | 2          |            | 5                |                    |                     | 7          |
| 13    | Sean Hayes          |              |                         |         | 0     |            | 7          |                  | 5                  | 1                   | 13         |
| 13    | Helen Mirren        | 4            | 2                       | 2       | 8     |            |            |                  |                    | 5                   | 5          |
| 13    | Martin Sheen        |              |                         | 2       | 2     | 5          |            | 6                |                    |                     | 11         |
| 13    | Maggie Smith        |              | 1                       | 2       | 3     | 4          |            | 5                |                    | 1                   | 10         |
| 12    | Bryan Cranston      | 1            |                         | 2       | 3     | 5          |            | 3                |                    | 1                   | 9          |
| 12    | Anthony Edwards     |              |                         |         | 0     | 5          |            | 7                |                    |                     | 12         |
| 12    | Jon Hamm            |              |                         |         | 0     | 6          |            | 6                |                    |                     | 12         |
| 12    | Lisa Kudrow         |              |                         |         | 0     |            | 4          |                  | 8                  |                     | 12         |
| 12    | William H. Macy     |              | 1                       | 4       | 5     |            | 4          |                  |                    | 3                   | 7          |
| 12    | Megan Mullally      |              |                         |         | 0     |            | 7          |                  | 5                  |                     | 12         |
| 12    | Kyra Sedgwick       |              |                         |         | 0     | 7          |            | 5                |                    |                     | 12         |
| 12    | Kate Winslet        | 4            | 4                       | 3       | 11    |            |            |                  |                    | 1                   | 1          |
| 11    | Steve Buscemi       |              |                         |         | 0     | 5          |            | 6                |                    |                     | 11         |
| 11    | Helen Hunt          | 1            | 1                       | 1       | 3     |            | 4          |                  | 4                  |                     | 8          |
| 11    | Jane Krakowski      |              |                         |         | 0     |            |            |                  | 11                 |                     | 11         |
| 11    | Jane Leeves         |              |                         |         | 0     |            |            |                  | 11                 |                     | 11         |
| 11    | Julianne Moore      | 3            | 3                       | 4       | 10    |            |            |                  |                    | 1                   | 1          |
| 11    | Elisabeth Moss      |              |                         |         | 0     | 3          |            | 7                |                    | 1                   | 11         |
| 11    | Jim Parsons         |              |                         | 1       | 1     |            | 4          |                  | 6                  |                     | 10         |
| 11    | Kevin Spacey        | 1            | 1                       | 2       | 4     | 4          |            | 2                |                    | 1                   | 7          |
| 11    | James Spader        |              |                         | 1       | 1     | 3          | 1          | 3                | 3                  |                     | 10         |
| 11    | Eric Stonestreet    |              |                         |         | 0     |            | 3          |                  | 8                  |                     | 11         |
| 11    | Sofía Vergara       |              |                         |         | 0     |            | 3          |                  | 8                  |                     | 11         |
| 10    | Jennifer Aniston    | 1            |                         |         | 1     |            | 2          |                  | 7                  |                     | 9          |
| 10    | Lorraine Bracco     |              |                         |         | 0     | 3          |            | 7                |                    |                     | 10         |
| 10    | Don Cheadle         | 1            | 2                       | 4       | 7     |            | 1          | 2                |                    |                     | 3          |
| 10    | Russell Crowe       | 4            |                         | 6       | 10    |            |            |                  |                    |                     | 0          |
| 10    | Claire Danes        |              |                         | 1       | 1     | 4          |            | 4                |                    | 1                   | 9          |
| 10    | Peri Gilpin         |              |                         |         | 0     |            |            |                  | 10                 |                     | 10         |
| 10    | Ed Harris           |              | 2                       | 4       | 6     |            |            | 1                |                    | 3                   | 4          |
| 10    | Felicity Huffman    | 1            |                         |         | 1     |            | 2          |                  | 6                  | 1                   | 9          |
| 10    | Nicole Kidman       | 2            | 2                       | 3       | 7     |            |            |                  |                    | 3                   | 3          |
| 10    | John Mahoney        |              |                         |         | 0     |            |            |                  | 10                 |                     | 10         |
| 10    | S. Epatha Merkerson |              |                         |         | 0     |            |            | 9                |                    | 1                   | 10         |

### Por película

#### Múltiples victorias
| Victorias totales | Película               | Categorías          | Categorías       | Categorías          | Categorías           | Categorías             |
| Victorias totales | Película               | Actor protagonista  | Actor de reparto | Actriz protagonista | Actriz de reparto    | Reparto                |
| ----------------- | ---------------------- | ------------------- | ---------------- | ------------------- | -------------------- | ---------------------- |
| 3                 | American Beauty        | Kevin Spacey        | –                | Annette Bening      | –                    | American Beauty        |
| 3                 | Chicago                | –                   | –                | Renée Zellweger     | Catherine Zeta-Jones | Chicago                |
| 3                 | The Help               | –                   | –                | Viola Davis         | Octavia Spencer      | The Help               |
| 2                 | Apollo 13              | –                   | Ed Harris        | –                   | –                    | Apollo 13              |
| 2                 | As Good as It Gets     | Jack Nicholson      | –                | Helen Hunt          | –                    | –                      |
| 2                 | Dallas Buyers Club     | Matthew McConaughey | Jared Leto       | –                   | –                    | –                      |
| 2                 | Dreamgirls             | –                   | Eddie Murphy     | –                   | Jennifer Hudson      | –                      |
| 2                 | Erin Brockovich        | –                   | Albert Finney    | Julia Roberts       | –                    | –                      |
| 2                 | Fences                 | Denzel Washington   | –                | –                   | Viola Davis          | –                      |
| 2                 | The Fighter            | –                   | Christian Bale   | –                   | Melissa Leo          | –                      |
| 2                 | Gosford Park           | –                   | –                | –                   | Helen Mirren         | Gosford Park           |
| 2                 | Inglourious Basterds   | –                   | Christoph Waltz  | –                   | –                    | Inglourious Basterds   |
| 2                 | The King's Speech      | Colin Firth         | –                | –                   | –                    | The King's Speech      |
| 2                 | Lincoln                | Daniel Day-Lewis    | Tommy Lee Jones  | –                   | –                    | –                      |
| 2                 | Million Dollar Baby    | –                   | Morgan Freeman   | Hilary Swank        | –                    | –                      |
| 2                 | No Country for Old Men | –                   | Javier Bardem    | –                   | –                    | No Country for Old Men |
| 2                 | Shakespeare in Love    | –                   | –                | Gwyneth Paltrow     | –                    | Shakespeare in Love    |
| 2                 | Traffic                | Benicio del Toro    | –                | –                   | –                    | Traffic                |

#### Múltiples nominaciones
Nota: Los ganadores están indicados en negrita.
| Nominaciones totales | Película                                         | Categorías                 | Categorías                    | Categorías           | Categorías                         | Categorías                                       |
| Nominaciones totales | Película                                         | Actor protagonista         | Actor de reparto              | Actriz protagonista  | Actriz de reparto                  | Reparto                                          |
| -------------------- | ------------------------------------------------ | -------------------------- | ----------------------------- | -------------------- | ---------------------------------- | ------------------------------------------------ |
| 5                    | Chicago                                          | Richard Gere               | –                             | Renée Zellweger      | Queen Latifah Catherine Zeta-Jones | Chicago                                          |
| 5                    | Doubt                                            | –                          | Philip S. Hoffman             | Meryl Streep         | Amy Adams Viola Davis              | Doubt                                            |
| 5                    | Shakespeare in Love                              | Joseph Fiennes             | Geoffrey Rush                 | Gwyneth Paltrow      | Judi Dench                         | Shakespeare in Love                              |
| 4                    | 12 Years a Slave                                 | Chiwetel Ejiofor           | Michael Fassbender            | –                    | Lupita Nyong'o                     | 12 Years a Slave                                 |
| 4                    | American Beauty                                  | Kevin Spacey               | Chris Cooper                  | Annette Bening       | –                                  | American Beauty                                  |
| 4                    | Bombshell                                        | -                          | -                             | Charlize Theron      | Margot Robbie Nicole Kidman        | Bombshell                                        |
| 4                    | Birdman                                          | Michael Keaton             | Edward Norton                 | –                    | Emma Stone                         | Birdman                                          |
| 4                    | Brokeback Mountain                               | Heath Ledger               | Jake Gyllenhaal               | –                    | Michelle Williams                  | Brokeback Mountain                               |
| 4                    | The English Patient                              | Ralph Fiennes              | –                             | Kristin Scott Thomas | Juliette Binoche                   | The English Patient                              |
| 4                    | The Fighter                                      | –                          | Christian Bale                | –                    | Amy Adams Melissa Leo              | The Fighter                                      |
| 4                    | Forrest Gump                                     | Tom Hanks                  | Gary Sinise                   | –                    | Sally Field Robin Wright           | Not awarded                                      |
| 4                    | Good Will Hunting                                | Matt Damon                 | Robin Williams                | –                    | Minnie Driver                      | Good Will Hunting                                |
| 4                    | The Help                                         | –                          | –                             | Viola Davis          | Jessica Chastain Octavia Spencer   | The Help                                         |
| 4                    | The Hours                                        | –                          | Ed Harris                     | Nicole Kidman        | Julianne Moore                     | The Hours                                        |
| 4                    | Into the Wild                                    | Emile Hirsch               | Hal Holbrook                  | –                    | Catherine Keener                   | Into the Wild                                    |
| 4                    | The King's Speech                                | Colin Firth                | Geoffrey Rush                 | –                    | Helena Bonham Carter               | The King's Speech                                |
| 4                    | Lincoln                                          | Daniel Day-Lewis           | Tommy Lee Jones               | –                    | Sally Field                        | Lincoln                                          |
| 4                    | Manchester by the Sea                            | Casey Affleck              | Lucas Hedges                  | –                    | Michelle Williams                  | Manchester by the Sea                            |
| 4                    | Sideways                                         | Paul Giamatti              | Thomas Haden Church           | –                    | Virginia Madsen                    | Sideways                                         |
| 4                    | Silver Linings Playbook                          | Bradley Cooper             | Robert De Niro                | Jennifer Lawrence    | –                                  | Silver Linings Playbook                          |
| 4                    | Three Billboards Outside Ebbing, Missouri        | –                          | Woody Harrelson Sam Rockwell  | Frances McDormand    | –                                  | Three Billboards Outside Ebbing, Missouri        |
| 3                    | Adaptation.                                      | Nicolas Cage               | Chris Cooper                  | –                    | –                                  | Adaptation.                                      |
| 3                    | Almost Famous                                    | –                          | –                             | –                    | Kate Hudson Frances McDormand      | Almost Famous                                    |
| 3                    | The Artist                                       | Jean Dujardin              | –                             | –                    | Bérénice Bejo                      | The Artist                                       |
| 3                    | As Good as It Gets                               | Jack Nicholson             | Greg Kinnear                  | Helen Hunt           | –                                  | –                                                |
| 3                    | August: Osage County                             | –                          | –                             | Meryl Streep         | Julia Roberts                      | August: Osage County                             |
| 3                    | The Aviator                                      | Leonardo DiCaprio          | –                             | –                    | Cate Blanchett                     | The Aviator                                      |
| 3                    | Babel                                            | –                          | –                             | –                    | Adriana Barraza Rinko Kikuchi      | Babel                                            |
| 3                    | A Beautiful Mind                                 | Russell Crowe              | –                             | Jennifer Connelly    | –                                  | A Beautiful Mind                                 |
| 3                    | Being John Malkovich                             | –                          | –                             | –                    | Cameron Diaz Catherine Keener      | Being John Malkovich                             |
| 3                    | Billy Elliot                                     | Jamie Bell                 | –                             | –                    | Julie Walters                      | Billy Elliot                                     |
| 3                    | The Birdcage                                     | –                          | Hank Azaria Nathan Lane       | –                    | –                                  | The Birdcage                                     |
| 3                    | Black Swan                                       | –                          | –                             | Natalie Portman      | Mila Kunis                         | Black Swan                                       |
| 3                    | Boogie Nights                                    | –                          | Burt Reynolds                 | –                    | Julianne Moore                     | Boogie Nights                                    |
| 3                    | Boyhood                                          | –                          | Ethan Hawke                   | –                    | Patricia Arquette                  | Boyhood                                          |
| 3                    | The Butler                                       | Forest Whitaker            | –                             | –                    | Oprah Winfrey                      | The Butler                                       |
| 3                    | Capote                                           | Philip S. Hoffman          | –                             | –                    | Catherine Keener                   | Capote                                           |
| 3                    | Chocolat                                         | –                          | –                             | Juliette Binoche     | Judi Dench                         | Chocolat                                         |
| 3                    | The Contender                                    | –                          | Jeff Bridges Gary Oldman      | Joan Allen           | –                                  | –                                                |
| 3                    | Crash                                            | –                          | Don Cheadle Matt Dillon       | –                    | –                                  | Crash                                            |
| 3                    | El curioso caso de Benjamin Button               | Brad Pitt                  | –                             | –                    | Taraji P. Henson                   | El curioso caso de Benjamin Button               |
| 3                    | Dallas Buyers Club                               | Matthew McConaughey        | Jared Leto                    | –                    | –                                  | Dallas Buyers Club                               |
| 3                    | Dreamgirls                                       | –                          | Eddie Murphy                  | –                    | Jennifer Hudson                    | Dreamgirls                                       |
| 3                    | Fences                                           | Denzel Washington          | –                             | –                    | Viola Davis                        | Fences                                           |
| 3                    | Finding Neverland                                | Johnny Depp                | Freddie Highmore              | –                    | –                                  | Finding Neverland                                |
| 3                    | Gladiator                                        | Russell Crowe              | Joaquin Phoenix               | –                    | –                                  | Gladiator                                        |
| 3                    | Hotel Rwanda                                     | Don Cheadle                | –                             | –                    | Sophie Okonedo                     | Hotel Rwanda                                     |
| 3                    | The Imitation Game                               | Benedict Cumberbatch       | –                             | –                    | Keira Knightley                    | The Imitation Game                               |
| 3                    | In the Bedroom                                   | Tom Wilkinson              | –                             | Sissy Spacek         | –                                  | In the Bedroom                                   |
| 3                    | Inglourious Basterds                             | –                          | Christoph Waltz               | –                    | Diane Kruger                       | Inglourious Basterds                             |
| 3                    | Jerry Maguire                                    | Tom Cruise                 | Cuba Gooding, Jr.             | –                    | Renée Zellweger                    | –                                                |
| 3                    | The Kids Are All Right                           | –                          | Mark Ruffalo                  | Annette Bening       | –                                  | The Kids Are All Right                           |
| 3                    | Lady Bird                                        | –                          | –                             | Saoirse Ronan        | Laurie Metcalf                     | Lady Bird                                        |
| 3                    | Les Misérables                                   | Hugh Jackman               | –                             | –                    | Anne Hathaway                      | Les Misérables                                   |
| 3                    | Little Miss Sunshine                             | –                          | Alan Arkin                    | –                    | Abigail Breslin                    | Little Miss Sunshine                             |
| 3                    | Little Voice                                     | –                          | –                             | Jane Horrocks        | Brenda Blethyn                     | Little Voice                                     |
| 3                    | Magnolia                                         | –                          | Tom Cruise                    | –                    | Julianne Moore                     | Magnolia                                         |
| 3                    | Marvin's Room                                    | –                          | –                             | Diane Keaton         | Gwen Verdon                        | Marvin's Room                                    |
| 3                    | Michael Clayton                                  | George Clooney             | Tom Wilkinson                 | –                    | Tilda Swinton                      | –                                                |
| 3                    | Milk                                             | Sean Penn                  | Josh Brolin                   | –                    | –                                  | Milk                                             |
| 3                    | Million Dollar Baby                              | –                          | Morgan Freeman                | Hilary Swank         | –                                  | Million Dollar Baby                              |
| 3                    | Moonlight                                        | –                          | Mahershala Ali                | –                    | Naomie Harris                      | Moonlight                                        |
| 3                    | Mystic River                                     | Sean Penn                  | Tim Robbins                   | –                    | –                                  | Mystic River                                     |
| 3                    | Nixon                                            | Anthony Hopkins            | –                             | Joan Allen           | –                                  | Nixon                                            |
| 3                    | No Country for Old Men                           | –                          | Javier Bardem Tommy Lee Jones | –                    | –                                  | No Country for Old Men                           |
| 3                    | Precious                                         | –                          | –                             | Gabourey Sidibe      | Mo'Nique                           | Precious                                         |
| 3                    | Pulp Fiction                                     | John Travolta              | Samuel L. Jackson             | –                    | Uma Thurman                        | Not awarded                                      |
| 3                    | Sense and Sensibility                            | –                          | –                             | Emma Thompson        | Kate Winslet                       | Sense and Sensibility                            |
| 3                    | Shine                                            | Geoffrey Rush              | Noah Taylor                   | –                    | –                                  | Shine                                            |
| 3                    | The Station Agent                                | Peter Dinklage             | –                             | Patricia Clarkson    | –                                  | The Station Agent                                |
| 3                    | The Theory of Everything                         | Eddie Redmayne             | –                             | Felicity Jones       | –                                  | The Theory of Everything                         |
| 3                    | Titanic                                          | –                          | –                             | Kate Winslet         | Gloria Stuart                      | Titanic                                          |
| 3                    | Trumbo                                           | Bryan Cranston             | –                             | –                    | Helen Mirren                       | Trumbo                                           |
| 3                    | Up in the Air                                    | George Clooney             | –                             | –                    | Vera Farmiga Anna Kendrick         | –                                                |
| 2                    | 21 Gramos                                        | –                          | Benicio del Toro              | Naomi Watts          | –                                  | –                                                |
| 2                    | About Schmidt                                    | Jack Nicholson             | –                             | –                    | Kathy Bates                        | –                                                |
| 2                    | Affliction                                       | Nick Nolte                 | James Coburn                  | –                    | –                                  | –                                                |
| 2                    | Albert Nobbs                                     | –                          | –                             | Glenn Close          | Janet McTeer                       | –                                                |
| 2                    | American Gangster                                | –                          | –                             | –                    | Ruby Dee                           | American Gangster                                |
| 2                    | American Hustle                                  | –                          | –                             | –                    | Jennifer Lawrence                  | American Hustle                                  |
| 2                    | Apollo 13                                        | –                          | Ed Harris                     | –                    | –                                  | Apollo 13                                        |
| 2                    | Argo                                             | –                          | Alan Arkin                    | –                    | –                                  | Argo                                             |
| 2                    | Beasts of No Nation                              | –                          | Idris Elba                    | –                    | –                                  | Beasts of No Nation                              |
| 2                    | The Best Exotic Marigold Hotel                   | –                          | –                             | –                    | Maggie Smith                       | The Best Exotic Marigold Hotel                   |
| 2                    | The Big Short                                    | –                          | Christian Bale                | –                    | –                                  | The Big Short                                    |
| 2                    | The Big Sick                                     | –                          | –                             | –                    | Holly Hunter                       | The Big Sick                                     |
| 2                    | Blood Diamond                                    | Leonardo DiCaprio          | Djimon Hounsou                | –                    | –                                  | –                                                |
| 2                    | Boys Don't Cry                                   | –                          | –                             | Hilary Swank         | Chloë Sevigny                      | –                                                |
| 2                    | Bridesmaids                                      | –                          | –                             | –                    | Melissa McCarthy                   | Bridesmaids                                      |
| 2                    | Bullets over Broadway                            | –                          | Chazz Palminteri              | –                    | Dianne Wiest                       | Not awarded                                      |
| 2                    | Captain Fantastic                                | Viggo Mortensen            | –                             | –                    | –                                  | Captain Fantastic                                |
| 2                    | Captain Phillips                                 | Tom Hanks                  | Barkhad Abdi                  | –                    | –                                  | –                                                |
| 2                    | Carol                                            | –                          | –                             | Cate Blanchett       | Rooney Mara                        | –                                                |
| 2                    | The Cider House Rules                            | –                          | Michael Caine                 | –                    | –                                  | The Cider House Rules                            |
| 2                    | Cinderella Man                                   | Russell Crowe              | Paul Giamatti                 | –                    | –                                  | –                                                |
| 2                    | The Cooler                                       | –                          | Alec Baldwin                  | –                    | Maria Bello                        | –                                                |
| 2                    | The Danish Girl                                  | Eddie Redmayne             | –                             | –                    | Alicia Vikander                    | –                                                |
| 2                    | Dead Man Walking                                 | Sean Penn                  | –                             | Susan Sarandon       | –                                  | –                                                |
| 2                    | The Departed                                     | –                          | Leonardo DiCaprio             | –                    | –                                  | The Departed                                     |
| 2                    | Los descendientes                                | George Clooney             | –                             | –                    | –                                  | Los descendientes                                |
| 2                    | An Education                                     | –                          | –                             | Carey Mulligan       | –                                  | An Education                                     |
| 2                    | Erin Brockovich                                  | –                          | Albert Finney                 | Julia Roberts        | –                                  | –                                                |
| 2                    | Far from Heaven                                  | –                          | Dennis Quaid                  | Julianne Moore       | –                                  | –                                                |
| 2                    | Fargo                                            | –                          | William H. Macy               | Frances McDormand    | –                                  | –                                                |
| 2                    | Florence Foster Jenkins                          | –                          | Hugh Grant                    | Meryl Streep         | –                                  | –                                                |
| 2                    | Foxcatcher                                       | Steve Carell               | Mark Ruffalo                  | –                    | –                                  | –                                                |
| 2                    | Frida                                            | –                          | Alfred Molina                 | Salma Hayek          | –                                  | –                                                |
| 2                    | Get Out                                          | Daniel Kaluuya             | –                             | –                    | –                                  | Get Out                                          |
| 2                    | Frost/Nixon                                      | Frank Langella             | –                             | –                    | –                                  | Frost/Nixon                                      |
| 2                    | Gods and Monsters                                | Ian McKellen               | –                             | –                    | Lynn Redgrave                      | –                                                |
| 2                    | Buenas noches, y buena suerte                    | David Strathairn           | –                             | –                    | –                                  | Buenas noches, y buena suerte                    |
| 2                    | Gosford Park                                     | –                          | –                             | –                    | Helen Mirren                       | Gosford Park                                     |
| 2                    | The Green Mile                                   | –                          | Michael Clarke Duncan         | –                    | –                                  | The Green Mile                                   |
| 2                    | Hidden Figures                                   | –                          | –                             | –                    | Octavia Spencer                    | Hidden Figures                                   |
| 2                    | Hilary and Jackie                                | –                          | –                             | Emily Watson         | Rachel Griffiths                   | –                                                |
| 2                    | The Hurt Locker                                  | Jeremy Renner              | –                             | –                    | –                                  | The Hurt Locker                                  |
| 2                    | I, Tonya                                         | –                          | –                             | Margot Robbie        | Allison Janney                     | –                                                |
| 2                    | I Am Sam                                         | Sean Penn                  | –                             | –                    | Dakota Fanning                     | –                                                |
| 2                    | Invictus                                         | Morgan Freeman             | Matt Damon                    | –                    | –                                  | –                                                |
| 2                    | Iris                                             | –                          | Jim Broadbent                 | Judi Dench           | –                                  | –                                                |
| 2                    | J. Edgar                                         | Leonardo DiCaprio          | Armie Hammer                  | –                    | –                                  | –                                                |
| 2                    | L.A. Confidential                                | –                          | –                             | –                    | Kim Basinger                       | L.A. Confidential                                |
| 2                    | La La Land                                       | Ryan Gosling               | –                             | Emma Stone           | –                                  | –                                                |
| 2                    | The Last Station                                 | –                          | Christopher Plummer           | Helen Mirren         | –                                  | –                                                |
| 2                    | Leaving Las Vegas                                | Nicolas Cage               | –                             | Elisabeth Shue       | –                                  | –                                                |
| 2                    | Life as a House                                  | Kevin Kline                | Hayden Christensen            | –                    | –                                  | –                                                |
| 2                    | La vida es bella                                 | Roberto Benigni            | –                             | –                    | –                                  | La vida es bella                                 |
| 2                    | Lion                                             | –                          | Dev Patel                     | –                    | Nicole Kidman                      | –                                                |
| 2                    | Little Children                                  | –                          | Jackie Earle Haley            | Kate Winslet         | –                                  | –                                                |
| 2                    | El Señor de los Anillos: la Comunidad del Anillo | –                          | Ian McKellen                  | –                    | –                                  | El Señor de los Anillos: la Comunidad del Anillo |
| 2                    | Moneyball                                        | Brad Pitt                  | Jonah Hill                    | –                    | –                                  | –                                                |
| 2                    | Mrs Brown                                        | –                          | Billy Connolly                | Judi Dench           | –                                  | –                                                |
| 2                    | Mudbound                                         | –                          | –                             | –                    | Mary J. Blige                      | Mudbound                                         |
| 2                    | My Week with Marilyn                             | –                          | Kenneth Branagh               | Michelle Williams    | –                                  | –                                                |
| 2                    | Nebraska                                         | Bruce Dern                 | –                             | –                    | June Squibb                        | –                                                |
| 2                    | Nine                                             | –                          | –                             | –                    | Penélope Cruz                      | Nine                                             |
| 2                    | North Country                                    | –                          | –                             | Charlize Theron      | Frances McDormand                  | –                                                |
| 2                    | Notes on a Scandal                               | –                          | –                             | Judi Dench           | Cate Blanchett                     | –                                                |
| 2                    | Quills                                           | Geoffrey Rush              | –                             | –                    | Kate Winslet                       | –                                                |
| 2                    | Ray                                              | Jamie Foxx                 | –                             | –                    | –                                  | Ray                                              |
| 2                    | La habitación                                    | –                          | Jacob Tremblay                | Brie Larson          | –                                  | –                                                |
| 2                    | Saving Private Ryan                              | Tom Hanks                  | –                             | –                    | –                                  | Saving Private Ryan                              |
| 2                    | Seabiscuit                                       | –                          | Chris Cooper                  | –                    | –                                  | Seabiscuit                                       |
| 2                    | The Sessions                                     | John Hawkes                | –                             | –                    | Helen Hunt                         | –                                                |
| 2                    | La forma del agua                                | –                          | Richard Jenkins               | Sally Hawkins        | –                                  | –                                                |
| 2                    | The Shawshank Redemption                         | Morgan Freeman Tim Robbins | –                             | –                    | –                                  | Not awarded                                      |
| 2                    | Sling Blade                                      | Billy Bob Thornton         | –                             | –                    | –                                  | Sling Blade                                      |
| 2                    | Slumdog Millionaire                              | –                          | Dev Patel                     | –                    | –                                  | Slumdog Millionaire                              |
| 2                    | The Social Network                               | Jesse Eisenberg            | –                             | –                    | –                                  | The Social Network                               |
| 2                    | Spotlight                                        | –                          | –                             | –                    | Rachel McAdams                     | Spotlight                                        |
| 2                    | Steve Jobs                                       | Michael Fassbender         | –                             | –                    | Kate Winslet                       | –                                                |
| 2                    | Thirteen                                         | –                          | –                             | Evan Rachel Wood     | Holly Hunter                       | –                                                |
| 2                    | Traffic                                          | Benicio del Toro           | –                             | –                    | –                                  | Traffic                                          |
| 2                    | Training Day                                     | Denzel Washington          | Ethan Hawke                   | –                    | –                                  | –                                                |
| 2                    | True Grit                                        | Jeff Bridges               | –                             | –                    | Hailee Steinfeld                   | –                                                |
| 2                    | Unhook the Stars                                 | –                          | –                             | Gena Rowlands        | Marisa Tomei                       | –                                                |
| 2                    | Waking Ned                                       | –                          | David Kelly                   | –                    | –                                  | Waking Ned                                       |
| 2                    | Walk the Line                                    | Joaquin Phoenix            | –                             | Reese Witherspoon    | –                                  | –                                                |
| 2                    | The Wings of the Dove                            | –                          | –                             | Helena Bonham Carter | Alison Elliott                     | –                                                |
| 2                    | Winter's Bone                                    | –                          | John Hawkes                   | Jennifer Lawrence    | –                                  | –                                                |

## Otros premios relacionados

### Premios de cine
- Premios Óscar de la Academia de Artes y Ciencias Cinematográficas.
- Premios Globo de Oro de la Asociación de la Prensa Extranjera de Hollywood.
- Premios del Cine Europeo de la Academia de Cine Europeo.
- Premios BAFTA de la Academia Británica de las Artes Cinematográficas y de la Televisión.
- Premios César de la Academia de las Artes y Técnicas del Cine de Francia.
- Premios David de Donatello de la Academia del Cine Italiano.
- Premios Goya de la Academia de las Artes y las Ciencias Cinematográficas de España.
- Premios del cine alemán de la Academia del Cine de Alemania.
- Premios León checo de la Academia Checa de Cine y Televisión.
- Premios Platino de la EGEDA y la FIPCA.
- Premio Ariel de la Academia Mexicana de Artes y Ciencias Cinematográficas.
- Premios Cóndor de Plata de la Asociación de Cronistas Cinematográficos de la Argentina.
- Premios Pedro Sienna del Consejo Nacional de la Cultura y las Artes de Chile.
- Premios Sur de la Academia de las Artes y Ciencias Cinematográficas de la Argentina.
- Premios La Silla de la Asociación Dominicana de Profesionales de la Industria del Cine.

### Premios de televisión
- Premios Emmy.
- Premios Saturn(Academia de Cine de Ciencia Ficción, Fantasía y Películas de Terror).